# Atentado em Zliten em 2016
O atentado terrorista em Zliten ocorreu em 7 de janeiro de 2016, quando militantes islâmicos detonaram um caminhão-bomba no campo de treinamento policial al-Jahfal, na cidade costeira de Zliten, na Líbia. As autoridades líbias afirmaram que pelo menos 60 policiais foram mortos e mais de 200 ficaram feridos.
Wilayat al-Barqah, uma filial do Estado Islâmico na Líbia reivindicou a responsabilidade pelo ataque declarando que o suicida era Abu al-Abbas al-Muhajir, que detonou seu caminhão carregado de explosivos na base.
Este incidente foi o ataque militante mais mortal desde a Revolução Líbia de 2011, seguido pelos ataques bombistas em Al Qubbah, que mataram 40 pessoas em fevereiro de 2015. Atentados suicidas e ataques com carros-bomba aumentaram na Líbia, já que os islamistas aproveitaram o caos causado pela Segunda Guerra Civil Líbia para expandir sua presença.